# Unisetosphaeria
Unisetosphaeria är ett släkte av svampar. Unisetosphaeria ingår i familjen Trichosphaeriaceae, ordningen Trichosphaeriales, klassen Sordariomycetes, divisionen sporsäcksvampar och riket svampar.
|                 | Brachysporium                                  |
|                 |                                                |
|                 | Eriosphaeria                                   |
|                 |                                                |
|                 | Trichosphaeria                                 |
|                 |                                                |
|                 | Cryptadelphia                                  |
|                 |                                                |
| Unisetosphaeria | \| \| Unisetosphaeria penguinoides \| \| \| \| |
|                 | \| \| Unisetosphaeria penguinoides \| \| \| \| |
|                 | Cresporhaphis                                  |
|                 |                                                |
|                 | Coniobrevicolla                                |
|                 |                                                |
|                 | Malacosphaeria                                 |
|                 |                                                |
|                 | Acanthosphaeria                                |
|                 |                                                |
|                 | Melchioria                                     |
|                 |                                                |
|                 | Setocampanula                                  |
|                 |                                                |
|                 | Unisetosphaeria penguinoides                   |
|                 |                                                |

|  | Unisetosphaeria penguinoides |
|  |                              |